# Oorlogsmonument Kortijnen (Retie)

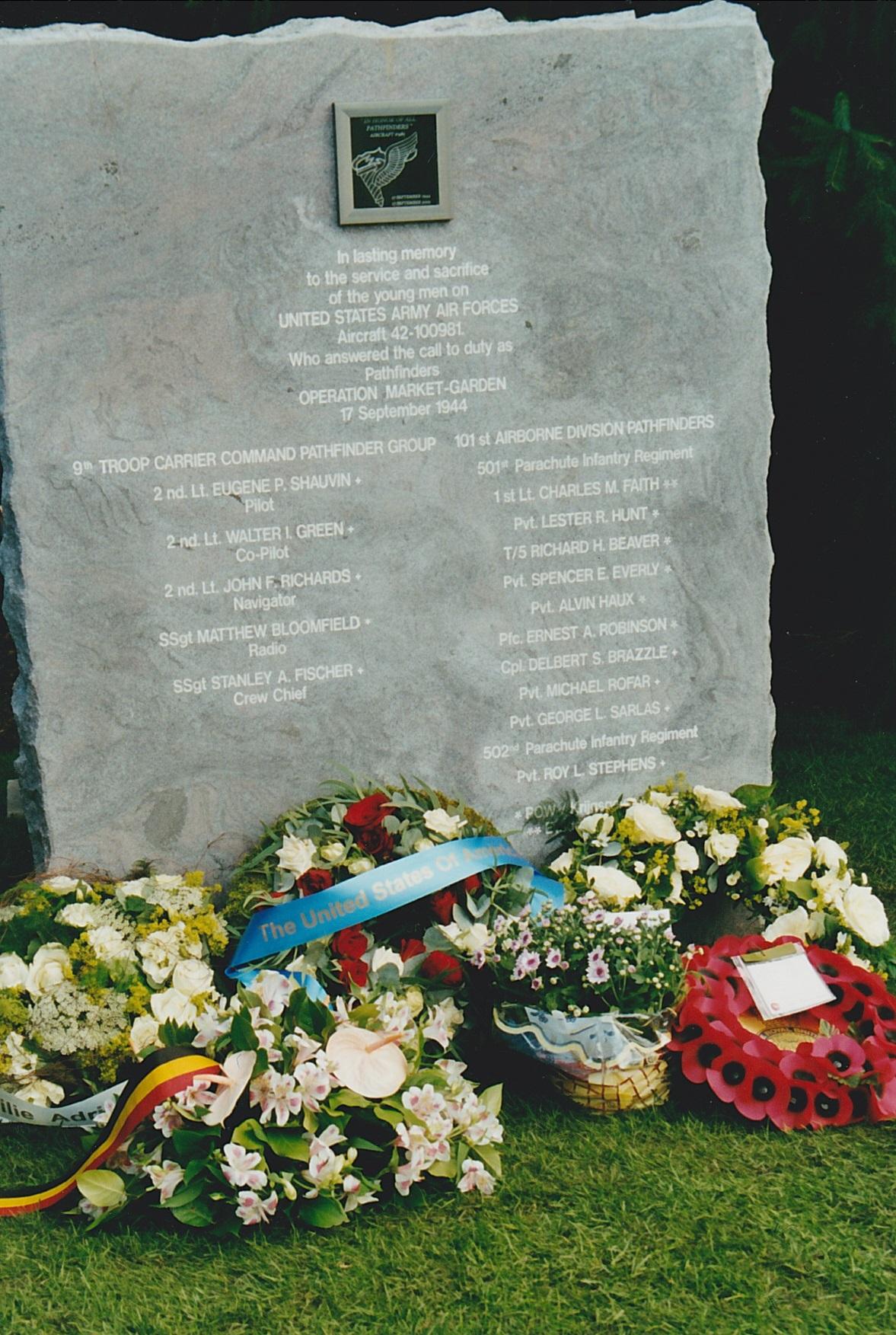
Oorlogsmonument ter hoogte van Kortijnen 12 (Retie, België) ter ere van de bemanning en de pathfinders van Dakota 42-100981

In Kortijnen, een gehucht van Retie, staat een oorlogsmonument om de bemanning en passagiers (pathfinders van de Amerikaanse 101e Luchtlandingsdivisie) van Dakota 42-100981 te eren. Het toestel stortte daar neer op 17 september 1944 tijdens de Tweede Wereldoorlog bij het begin van Operatie Market Garden.

## Situering

### Operatie Market Garden

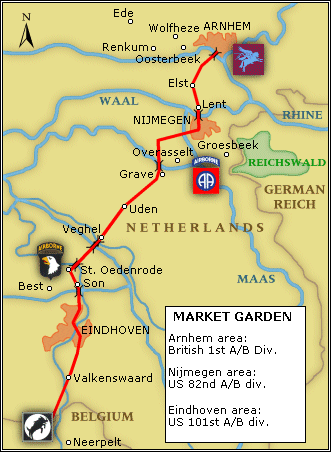
Op de kaart zijn de grote lijnen van het plan van Operatie Market Garden te zien

Door het onverwachte succes van Operatie Overlord (D-Day) in Normandië, was men ervan overtuigd dat de oorlog tegen Kerstmis 1944 beëindigd kon worden. De Britse veldmaarschalk Bernard Montgomery en de Amerikaanse generaal Omar Bradley hadden elk hun eigen plan om de genadeklap aan de Duitsers uit te delen. Amerikaans opperbevelhebber Dwight Eisenhower was onder de indruk van het gedurfde, maar zorgvuldig uitgewerkte plan van Montgomery en gaf hem de opdracht zijn offensief zo snel mogelijk uit te voeren. Het plan kreeg de naam Operatie Market Garden en bestond uit twee delen: een luchtlandingsoperatie (Market) gecombineerd met een grondoffensief (Garden).
De luchtlandingsoperatie voor Operatie Market hield in dat drie luchtlandingsdivisies (Amerikaanse 101e Luchtlandingsdivisie, Amerikaanse 82e Luchtlandingsdivisie en Britse 1e Luchtlandingsdivisie) gedropt werden achter de Duitse frontlijn. Alle bruggen tussen Neerpelt (België) en Arnhem (Nederland) moesten ingenomen worden en er moest een corridor vrijgehouden worden waarover het Britse 30e Legerkorps, onderdeel van het 2de Britse Leger, snel kon oprukken.
Het doel van Operatie Garden was dat het Britse 30e Legerkorps in drie dagen zou oprukken vanuit België over de, door de luchtlandingsdivisies vrijgemaakte, route richting het IJsselmeer. Zo konden de Duitse troepen in West-Nederland worden ingesloten en kon er worden doorgestoten naar het Ruhrgebied waar het hart van de Duitse oorlogsindustrie lag.

### Doel Amerikaanse 101e Luchtlandingsdivisie
De Amerikaanse 101e Luchtlandingsdivisie, onder leiding van generaal-majoor Maxwell D. Taylor, moest de bruggen over de Aa en Zuid-Willemsvaart bij Veghel, de brug over de Dommel bij Sint-Oedenrode en de brug over het Wilhelminakanaal bij Son innemen. Vervolgens moesten de manschappen oprukken tot Eindhoven en daar contact zien te leggen met oprukkende grondtroepen van het Britse 30e Legerkorps.

### Doel pathfinders Amerikaanse 101e Luchtlandingsdivisie
Pathfinders worden voor de hoofdmacht ingezet om de landingszones te markeren. Deze speciaal getrainde strijdkrachten moeten in een zeer korte tijdspanne een radiobaken (Eureka-baken) installeren dat de vliegtuigen van de hoofdmacht naar de landingszone leidt, evenals signaalpanelen (felgekleurde doeken). Vanaf het moment dat de luchtformatie van de hoofdmacht in zicht is, ontsteken de pathfinders rookgranaten, die dienstdoen als visueel baken. De pathfinders van de Amerikaanse 101e Luchtlandingsdivisie moesten landingszones nabij Veghel, Sint-Oedenrode en Son veiligstellen.

### Doel pathfinders in toestel 42-100981
Toestel 42-100981 van piloot 2e Lieutenant Eugene P. Shauvin, een Dakota, maakte deel uit van de 9e Troop Carrier Command Pathfinder Group en was net na de middag van 17 september 1944 samen met drie andere Dakota's opgestegen vanop de vliegbasis Chalgrove in Engeland. De vier toestellen vlogen de hoofdmacht vooraf en hadden pathfinders van de 101e Luchtlandingsdivisie aan boord. De pathfinders in toestel 42-100981 stonden onder leiding van 1st Lieutenant Charles M. Faith en moesten landingszone A1 net ten westen van Veghel markeren, tussen de Aa en de Zuid-Willemsvaart.

## Crash

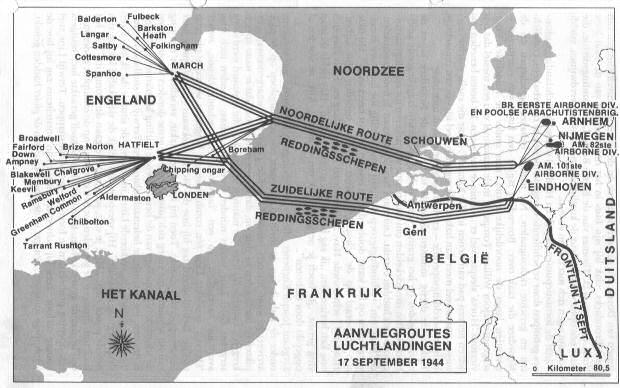
Op deze kaart zijn de aanvliegroutes voor het begin van Operatie Market Garden te zien

De vier Dakota's met pathfinders van de 101e Amerikaanse Luchtlandingsdivisie aan boord volgden de zuidelijke aanvliegroute over het Kanaal, over Knokke en hadden een keerpunt boven Geel waar de frontlijn met oranje rook gemarkeerd werd ("initial point"). Daarna ging het noordelijk en startte de "final run" over vijandelijk gebied richting Retie en Nederland. Flakkanonnen ten noorden van het Kempisch Kanaal vuurden onmiddellijk een spervuur van granaten af op de laag aankomende toestellen.
De linkermotor van toestel 42-100981 werd geraakt en de brandstoftank in de linkervleugel vloog in brand. Het toestel crashte in een zee van vuur in Kortijnen (Retie) waardoor de boerderij van Jan Adriaensen en de schuur van Peer Franken afbrandden. Meer dan waarschijnlijk werd het vliegtuig neergehaald door de luchtafweer van de 16. Flakbatterie, III. Abteilung / Ersatz und Ausbildung Regiment Hermann Göring, die in stelling lag in de omgeving van het nabijgelegen Pontfort (Retie).
De vijfkoppige bemanning en vier van de tien pathfinders overleefden de crash niet. Zes pathfinders konden tijdig met hun valscherm uit het brandende toestel springen. Vijf van hen werden krijgsgevangen genomen. Enkel Charles M. Faith kon ontsnappen door de velden en kwam uiteindelijk op de Duinberg terecht, waar hij door de familie Vos in de kelderkamer verborgen werd gehouden tot aan de bevrijding een week later.
Door de crash kon de hoofdmacht, die landingszone A1 hadden toegewezen gekregen (1e Bataljon van het 501e Parachute Infantry Regiment), de landingszone niet vinden en werden ze foutief gedropt in Heeswijk-Dinther, acht kilometer ten westen van de geplande landingszone, op de gronden van Kasteel Heeswijk en de omliggende velden waardoor ze zware verliezen leden.
Tijdens de Tweede Wereldoorlog stelde de Army Air Forces (AAF) een formulier, Missing Air Crew Report (MACR), op om de laatst gekende omstandigheden van vermiste vliegtuigbemanningen te registreren. Aan de crash van toestel 42-100981 in Kortijnen werd MACR 10716 toegekend.

## Inzittenden

### Bemanning
| Naam               | Rang           | Functie         | Groep                                     | Status |
| ------------------ | -------------- | --------------- | ----------------------------------------- | ------ |
| Eugene P. Shauvin  | 2nd Lieutenant | Piloot          | 9e Troop Carrier Command Pathfinder Group | MIA    |
| Walter I. Green    | 2nd Lieutenant | Co-piloot       | 9e Troop Carrier Command Pathfinder Group | KIA    |
| John F. Richards   | 2nd Lieutenant | Navigator       | 9e Troop Carrier Command Pathfinder Group | KIA    |
| Matthew Bloomfield | Staff Sergeant | Radio-operator  | 9e Troop Carrier Command Pathfinder Group | KIA    |
| Stanley A. Fischer | Staff Sergeant | Hoofd bemanning | 9e Troop Carrier Command Pathfinder Group | KIA    |

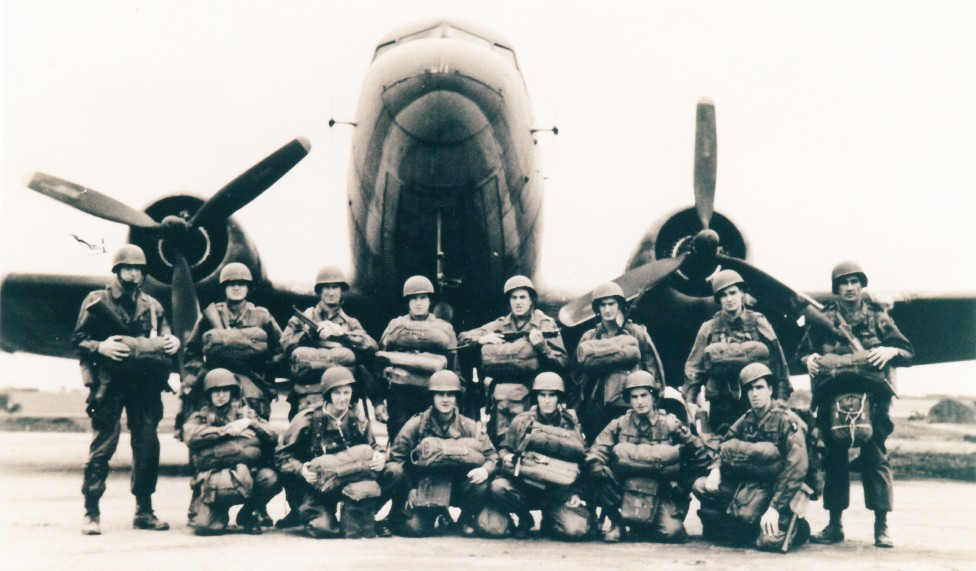
Achterste rij staande van links naar rechts: 1st Lt. Charles M. Faith, Pvt. George L. Sarlas, Pfc. Ernest A. Robinson, Pvt. Spencer E. Everly, Pvt. Michael Rofar, Pvt. Alvin Haux, 2nd Lt. Walter I. Green, Pvt. Roy L. Stephens
Voorste rij zittend van links naar rechts: SSgt. Quinn (zat niet in het vliegtuig die dag), Pvt. Lester R. Hunt, Cpl. Delbert S. Brazzle, T/5 Richard H. Beaver, Pvt. Rocka (zat niet in het vliegtuig die dag), Pvt. Cary(zat niet in het vliegtuig die dag)

MIA: Missing In Action (NL: vermist)

KIA: Killed In Action (NL: gesneuveld)

### Passagiers (Pathfinders)
| Naam               | Rang                   | Functie      | Groep                            | Status |
| ------------------ | ---------------------- | ------------ | -------------------------------- | ------ |
| Charles M. Faith   | 1e Lieutenant          | Groepsleider | 501e Parachute Infantry Regiment | Evaded |
| Lester R. Hunt     | Private                | Pathfinder   | 501e Parachute Infantry Regiment | POW    |
| Richard H. Beaver  | Technician Fifth Grade | Pathfinder   | 501e Parachute Infantry Regiment | POW    |
| Spencer E. Everly  | Private                | Pathfinder   | 501e Parachute Infantry Regiment | POW    |
| Alvin Haux         | Private                | Pathfinder   | 501e Parachute Infantry Regiment | POW    |
| Ernest A. Robinson | Private first class    | Pathfinder   | 501e Parachute Infantry Regiment | POW    |
| Delbert S. Brazzle | Corporal               | Pathfinder   | 501e Parachute Infantry Regiment | KIA    |
| Michael Rofar      | Private                | Pathfinder   | 501e Parachute Infantry Regiment | KIA    |
| George L. Sarlas   | Private                | Pathfinder   | 501e Parachute Infantry Regiment | KIA    |
| Roy L. Stephens    | Private                | Pathfinder   | 502e Parachute Infantry Regiment | KIA    |

POW: Prisoner Of War (NL: krijgsgevangene)

KIA: Killed In Action (NL: gesneuveld)

Evaded (NL: ontsnapt)

## Monument

### Totstandkoming
Kevin Deering, die na het uitbrengen van de film Saving Private Ryan op zoek was naar informatie over zijn oom George L. Sarlas, kwam via een internetforum in contact met Petra Wenstedt-Pulles uit Eindhoven. Petra zette het werk van haar vader voort, namelijk het verrichten van opzoekwerk naar gesneuvelden van de Operatie Market Garden, vooral van de 101ste Luchtlandingsdivisie. Petra bezorgde Kevin de informatie die hij nodig had om zijn oom de erkenning te bezorgen die hij verdiende. Bovendien kwam hij via Petra te weten dat de plaats van de crash niet in Nederland lag zoals zijn familie altijd gedacht had, maar wel in Kortijnen, een gehucht van Retie (België).
In mei 2000 bezocht Petra de plaats van de crash. Ze maakte er foto's, sprak met ooggetuigen en maakte er afspraken met Chris en Lydie Nuyts, de achterkleinkinderen van Jan Adriaensen, de boer wiens boerderij door de crash in vlammen was opgegaan. Petra mailde haar foto's samen met het e-mailadres van Chris naar Kevin en zo kwamen ook zij in contact met elkaar.
Ondertussen was Linda Shauvin, de dochter van piloot Eugene P. Shauvin, een zoektocht gestart naar informatie over haar nog steeds vermiste vader. Ze kwam, eveneens via een internetforum, in contact met Dave Berry, een historicus uit Ohio. Ze ontdekten dat Kevin Deering ongeveer aan dezelfde zoektocht bezig was. Ze wisselden informatie uit en zo waren ook Linda en Dave Berry op de hoogte van de plaats van de crash. Langs Belgische zijde verzamelden Lydie en Chris op hun beurt informatie via ooggetuigen en in samenwerking met amateur-historicus Chris Van Kerckhoven.
Chris en Lydie hadden de gemeente Retie op de hoogte gebracht van de Amerikaanse interesse in de gebeurtenissen van 17 september 1944 in Kortijnen. De gemeente besefte de emotionele en historische waarde van de plaats en samen besloten ze om een gedenksteen te plaatsen. Die kwam er ter hoogte van Kortijnen 12 bij de weide waar het toestel is neergestort. Het huis op het adres Kortijnen 12, rechts van het monument, is opgebouwd op exact dezelfde plaats als de boerderij van Jan Adriaensen en is nu bewoond door zijn achterkleindochter Chris Nuyts en haar man Karel Nietvelt. Er werd een grote herdenkingsplechtigheid georganiseerd waarop ook hun Amerikaanse vrienden uitgenodigd werden.

### Onthulling

Inhuldiging: opvouwen Amerikaanse vlag

De plechtigheid en onthulling van de steen vond onder grote belangstelling plaats op 8 september 2001. Aanwezige verwanten van de inzittenden van Dakota 42-100981 waren onder andere: Linda Shauvin (dochter Eugene P. Shauvin), Phyllis Shauvin (weduwe Eugene P. Shauvin) en Jim Faith (zoon Charles M. Faith). Verder waren er heel wat prominenten aanwezig: de militaire attaché van de Amerikaanse ambassade in Brussel, de Amerikaanse Erewacht, Lieutenant Colonel John G. Greene, een afvaardiging van de Royal British Legion en een afvaardiging van de Normandy Veterans.
De Amerikaanse vlag die tijdens de plechtigheid de gedenksteen verhulde, werd na de onthulling door de Amerikaanse Erewacht ceremonieel opgevouwen en overhandigd aan Phyllis Shauvin.

## Opgravingen

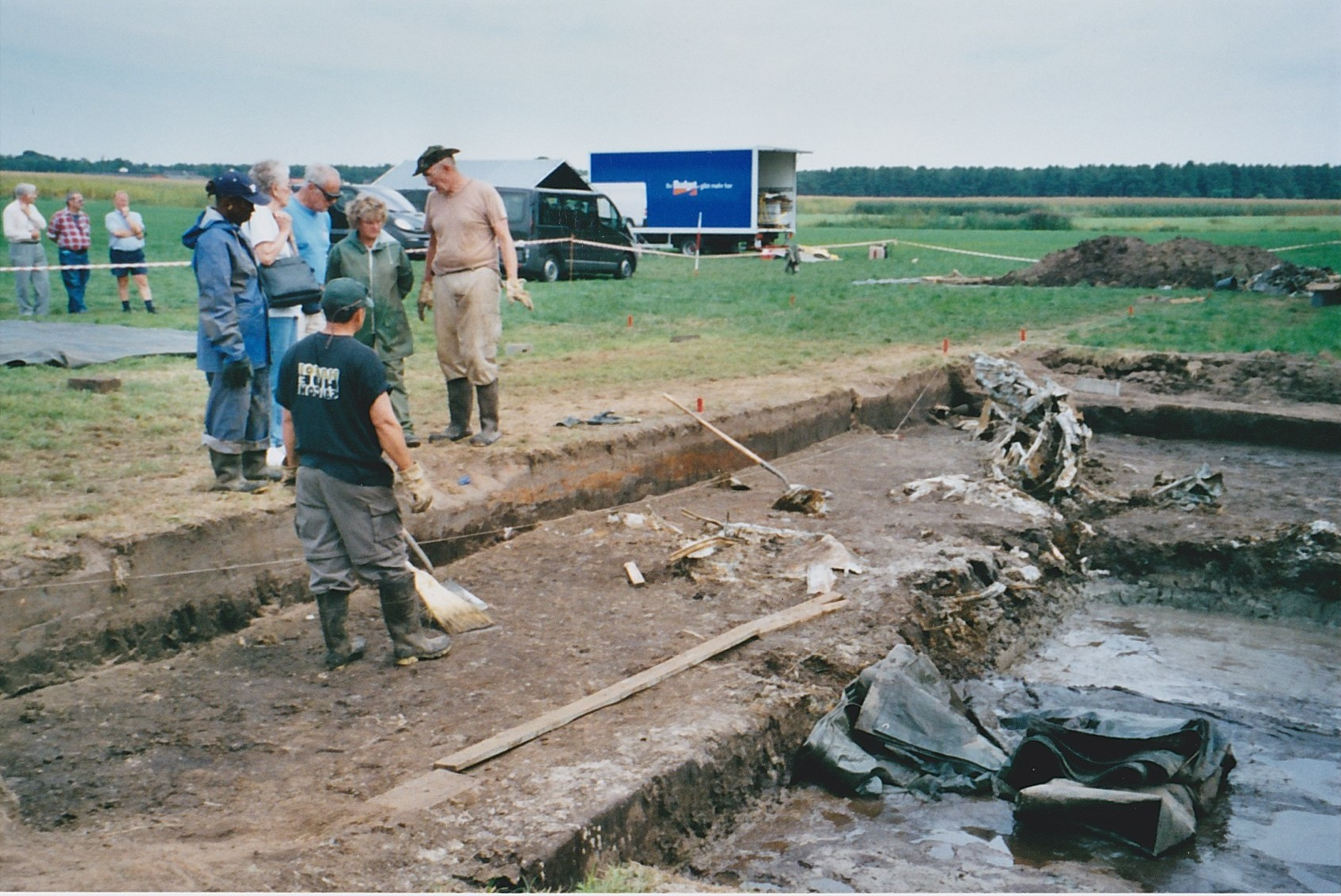
Opgravingen door het CILHI-team. Hier is de vleugel van de Dakota te zien.

Het lichaam van piloot Eugene P. Shauvin werd nooit gevonden. Door het onderzoek van Dave Berry, Chris en Lydie Nuyts leek het aannemelijk dat het lichaam zich nog in de cockpit van het toestel bevond. Het CILHI (Central Identification Laboratory in Hawaï) werd overtuigd om opgravingen uit te voeren in Kortijnen. De opdracht van deze onderzoekers bestaat erin om overal ter wereld te speuren naar vermiste Amerikaanse militairen. Het CILHI kwam met een team van elf personen in augustus en september 2003 opgravingen uitvoeren op de crashlocatie van Dakota 42-100981. Ook na dit professioneel en minutieus onderzoek bleef de status voor Eugene P. Shauvin "MIA/BNR" (missing in action / body not recovered).